# Чотириточковий метод вимірювання опору

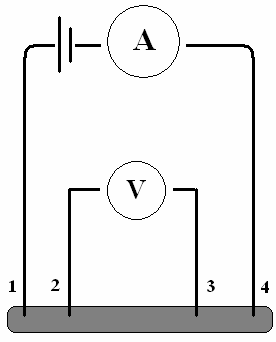
Схема вимірювання

Чотириточковий метод вимірювання опору — метод вимірювання електричного опору, при якому електрична напруга визначається незалежно від сили струму.
Метод використовує чотири електроди: два з яких під'єднані до джерела живлення, а два інші до вольтметра з великим опором. Перевага методу в тому, що при визначенні напруги не враховується спад напруги на контактах, що може бути одного порядку із вимірюваним. Струм, який протікає через вольтметр, малий завдяки великому опору вольтметра, і таким чином похибка у визначенні напруги й струму зменшується.
У випадку близькості контактів з джерелом струму й вольтметром значення опору визначається за законом Ома:
{\displaystyle R={\frac {U}{I}}},
де R — опір, U — спад напруги, I — сила струму.
У випадку, коли контакти достатньо рознесені, необхідно враховувати геометричну поправку.